# Zeelepelachtigen
Zeelepelachtigen (Homalozoa) zijn een onderstam van uitgestorven stekelhuidigen. De dieren leefden in zee, van het Cambrium tot en met het Devoon (ca. 540-360 miljoen jaar geleden).

## Kenmerken
Zeelepelachtigen hadden niet de typische vijfhoekige lichaamsvorm van andere stekelhuidigen, maar het waren wel allemaal sessiele dieren. Hoewel de huidige stekelhuidigen radiaire symmetrie vertonen, waren alle zeelepels duidelijk asymmetrisch en zeer variabel van vorm.
Het lichaam (theca) was bedekt met calcietplaten met een aantal openingen. Hun vorm is in sommige gevallen zo ongebruikelijk dat het onduidelijk is welke openingen als mond en anus moeten worden beschouwd. Velen van hen waren gesteeld, vergelijkbaar met zeelelies (crinoïden), maar vaak waren hun lichamen voorovergebogen, zodat de mond en de anus naar voren staken in plaats van omhoog. Sommige vormen, vooral Stylophora, rustten plat op de zeebodem. Bij sommige vormen bezat de enkele straal (brachiole of aulacophore) een ambulacrale groef.
Er wordt beweerd dat sommige vormen kieuwen en kieuwspleten bezaten.

## Leefwijze
Over hun levenswijze is weinig bekend. Er gaan stemmen op dat de zeelepelachtigen verwant zou kunnen zijn aan de kraagdragers (Hemichordata).

## Taxonomie
Homalozoën werden traditioneel beschouwd als stekelhuidigen van de stamgroep, maar werden ook beschouwd als behorend tot de stamlijn van de chordaten (calcichordaten). Nu wordt echter algemeen aangenomen dat homalozoën stekelhuidigen waren omdat hun calcietskelet bestond uit de typische stereomkristalstructuur.
Ze omvatten de ongebruikelijke Stylophora (steelloze zeelepels), Homoiostelea (gewone zeelepels), de Homostelea (armloze zeelepels) en de Ctenocystoidea (ctenoïde-dragende homalozoën). Ze zijn onlangs erkend als een polyfyletische groep. De Stylophora zijn nu geclassificeerd als een clade van de Crinozoa, terwijl de andere drie zijn geclassificeerd als claden van de Blastozoa.
Er zijn zo'n 60 geslachten in 12 families beschreven. Hieronder worden enkele klassen besproken. Deze zijn uiteraard voortgekomen uit fossiele vondsten.
- De gewone zeelepels (klasse Homoiostelea) hadden een afgeplat, asymmetrisch lichaam met één arm en een steel.
- De armloze zeelepels (klasse Homostelea) leefden minder lang, ongeveer 540-500 miljoen jaar geleden. In tegenstelling tot de gewone zeelepels hadden zij geen arm, maar alleen een steel.
- De steelloze zeelepels (klasse Stylophora) hadden geen steel. Ze hadden wel één goed ontwikkelde arm.